# Statul Ondo
Ondo este un stat  în Nigeria. Reședința sa este orașul Akure.